# Зграда у Ул. М. Тита 67 (Обреновићева 67) у Нишу
Зграда у Ул. М.Тита 67 jесте споменик културе и грађевина у Нишу. За споменик културе проглашена је 1983. године.
Угаону зграду са приземљем и два спрата подигао је нишки кројач мушких одела Стојан Живковић. Објекат се налази преко пута тржног центра Калча.
Према званичном опису непокретног културног добра: По средишњем делу спратова је еркерни простор. лево и десно од њега балкони са оградама од кованог гвожђа. На еркерном простору, између првог и другог спрата је мања геометријска декорација у вештачком камену са монограмом власника објекта. Кровна површина зграде је мансардна.